# Cour-Cheverny
Cour-Cheverny – miejscowość i gmina we Francji, w Regionie Centralnym, w departamencie Loir-et-Cher.
Według danych na rok 1990 gminę zamieszkiwało 2347 osób, a gęstość zaludnienia wynosiła 79 osób/km² (wśród 1842 gmin Regionu Centralnego Cour-Cheverny plasuje się na 158. miejscu pod względem liczby ludności, natomiast pod względem powierzchni na miejscu 344.).